# 야즈 료이치

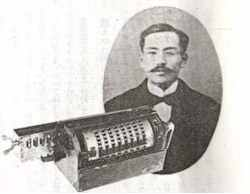

야즈 료이치(일본어: 矢頭 良一: 1878년 6월 30일-1908년 10월 16일)는 일본의 발명가다. 자동산반(自働算盤)이라는 기계식 계산기를 발명하고 그것을 제조・판매하여 벌어들인 자본을 바탕으로 중학교 시절부터 흥미를 가진 조류의 비행을 연구해 동력항공기를 발명하려 시도했으나 이루지 못하고 31세에 죽었다.

## 같이 보기
- 컴퓨터의 역사